# Havárie u Sevesa
Havárie u Sevesa byla havárie, ke které došlo v chemické továrně firmy ICMESA 10. července 1976 v italském městě Seveso, jež se nachází asi 20 kilometrů severně od Milána. Jednalo se o jednu z nejhorších průmyslových havárií 20. století, někdy se jí přezdívá Italský Černobyl.
Došlo během k ní k zamoření přilehlé oblasti dioxiny; několik stovek obyvatel muselo být evakuováno a nemalé množství hospitalizováno. Došlo k výraznému úhynu místních živočichů a rostlin. 

## Pozadí
Firma ICMESA byla dceřinou společností švýcarské společnosti Givaudan, která byla součástí koncernu Hoffmann-La Roche. V chemičce pracovalo asi 170 lidí, továrna vyráběla mimo jiné herbicid TCP, který se používal k likvidaci dřevnatých plevelů. TCP (2,4,6-trichlorfenol), mj. meziprodukt využívaný při výrobě léčiv a kosmetiky, se zde vyráběl alkalickou hydrolýzou 1,2,4,5-tetrachlorbenzenu při asi 160 °C; v reakční směsi byl přítomen též hydroxid sodný, ethylenglykol a xylen a jako vedlejší odpadní produkt vznikalo malé množství dioxinu TCDD (2,3,7,8-tetrachlordibenzodioxin).

Chemická reakce probíhající v továrně: v prvním kroku vznik TCP, v druhém kroku vznik nežádoucího dioxinu TCDD za zvýšené teploty

## Průběh

### První dny po havárii
V sobotu 10. července 1976 v 12:37, během mimořádně horkého léta, došlo v továrně k havárii, když se náplň reaktoru přehřála vysoko nad 200 °C a vlivem zvýšeného tlaku došlo k rozthrnutí reakční nádoby a úniku látek do ovzduší. Vlivem zvýšené teploty a tlaku přitom došlo k vysokému nárůstu vzniku dioxinu, který spolu s ostatními látkami zamořil okolí továrny. Viditelný únik látek dosáhl výšky asi 50 m, než začal padat zpět na zem, unášen silným větrem. Závada byla odstraněna do pár desítek minut jedním ze zaměstnanců.
Následujícího dne odpoledne navštívili zaměstnanci firmy ICMESA starosty měst Seveso a Meda a informovali je, že předešlého dne došlo k úniku nespecifikovaných toxických chemikálií. Doporučili, aby se místní obyvatelé vyhnuli konzumaci hospodářských rostlin a zvířat z okolí továrny.
První následky byly patrné již během několika dní, když bylo u rostlin v okolí továrny pozorováno žloutnutí listů a začali hynout malí živočichové, především králíci a menší ptactvo. Ve středu 14. července byly pozorovány první popáleniny u dětí. Ve čtvrtek 15. července se starostové měst Seveso a Meda znovu setkali se zástupci továrny a byli jimi ujištěni, že vzorky půdy byly odeslány k analýze do Curychu; starostům rovněž nenavrhli evakuaci. Téhož dne zahájili pracovníci továrny stávku a oblast byla prohlášena za znečištěnou.

### Evakuace obyvatelstva
V následujících dnech došlo k hopitalizaci asi dvaceti dětí a bylo nařízeno uzavření továrny. Objevily se první hypotézy, že oblast by mohla být zamořena dioxinem, což se potvrdilo 20. července. Skutečný rozsah kontaminace byl ale odhalen až v několika následujících dnech.
V neděli 25. července, více než dva týdny po havárii, začaly přípravy evakuace. V následujících dvou dnech bylo evakuováno 736 obyvatel z nejvíce kontaminované oblasti A, která byla vytyčena pomocí podrobného vzorkování půdy a pozorovaných úhynů - podobně došlo k vyznačení méně kontaminovaných oblastí B a R, kde nedošlo k žádné, nebo jen částečné evakuaci. Obyvatelé zóny A se do ní již nevrátili a jejich domy byly zdemolovány v rámci sanačních procesů.

## Následky havárie
Do ovzduší během havárie unikly asi dva kilogramy (některé zdroje uvádí až 30 kg) dioxinu, které zamořily téměř dva tisíce hektarů půdy v okolí. Na následky otravy onemocnělo asi 200 lidí. Asi 150 lidí bylo potiženo různými stupni chlorakné, které v některých případech zmizelo až po několika letech.
Havárie vyvolala mezi evropskou veřejností silnou reakci a vedla k zavedení ochranné legislativy (Směrnice Evropské unie zaměřená na zabránění podobným chemickým haváriím se někdy označuje zkráceně Seveso). Zkoumání následků havárie výrazně rozšířilo znalosti o účincích dioxinů na lidské zdraví a životní prostředí, které do té doby nebyly tak známé.